# Латцен
Латцен (нем. Laatzen) — город в Германии, в земле Нижняя Саксония.
Входит в состав района Ганновер. Население составляет 40 254 человека (на 31 декабря 2010 года). Занимает площадь 34,05 км². Официальный код — 03 2 41 009.

## Население
| Год  | Население |
| ---- | --------- |
| 1990 | 36 803    |
| 1995 | 37 058    |
| 2000 | 38 278    |
| 2005 | 40 021    |
| 2010 | 40 273    |

## Достопримечательности
- Музей Авиации Латцен-Ганновер

## Города-побратимы
- Ле-Гран-Кевийи, Франция
- Вайдхофен-ан-дер-Ибс, Австрия
- Губин, Польша